# Couvent des Oiseaux
 (juin 2022).
Le « couvent des Oiseaux » est une ancienne maison de la communauté des Dames augustines dites chanoinesses de Saint-Augustin de la congrégation Notre-Dame ouverte en 1818 à Paris et un ancien établissement d'enseignement dirigé de 1818 à 1904 par cette même communauté. Délimité au sud par la rue de Sèvres (actuelles nos 84 à 88), à l'ouest par le boulevard des Invalides (actuelles nos 61 à 67), et au nord par une ligne située au-delà de l'actuelle avenue Constant-Coquelin, il est constitué de l'ancien hôtel particulier (1755) construit pour le sculpteur Honoré Guibert et dit ultérieurement hôtel Mory et communément « maison des Oiseaux », de divers autres bâtiments dont un pavillon à l'angle de la rue et du boulevard et d'un grand jardin s'étendant le long du boulevard. L'ensemble est pris à bail en 1818, puis acquis en 1828 par les Dames augustines pour y établir le pensionnat de jeunes filles (1818-1904) qui prend le nom de « couvent des Oiseaux » d'après la « maison des Oiseaux » qu'il occupe. Le pensionnat est supprimé en 1904, les bâtiments sont vendus, puis démantelés en 1909. Il n'en reste rien.   
Dans l'intervalle entre la fermeture et la démolition du couvent des Oiseaux, l'éphémère académie Matisse (1908-1909) prend possession des lieux abandonnés.
Pendant la Terreur durant la Révolution française, l'ancien hôtel de Morny avait été utilisé de mars à novembre 1794 comme maison d'arrêt, sous la dénomination prison ou maison des Oiseaux.

## Historique
Le site dans lequel s'inscrit l'ancien hôtel particulier que les Dames augustines louent à partir de 1818 est, jusqu'à la deuxième moitié du XVIIIe siècle, un terrain maraîcher en bordure de la voie menant à Sèvres. Situé juste en deçà du boulevard du Midi, achevé au début des années 1760 et encore très peu animé », l'endroit est calme et excentré au sud-ouest par rapport au centre ville. Les enfants du jardinier Giroux le vendent en 1767. 

### L'hôtel particulier Guibert (1775) puis hôtel Mory, dit «maison des Oiseaux»
Honoré Guibert (1720-1791), sculpteur en ornements et des bâtiments du roi, se rend acquéreur du terrain des héritiers Giroux sur lequel il fait construire, en 1775, un hôtel particulier avec divers communs, qu'il revend, en 1785, à Pierre de Mory († 1791), caissier général de la Compagnie des Indes et de la Caisse d'escompte. Celui-ci établit, dans le jardin, d'immenses volières peuplées d'oiseaux exotiques que la Compagnie des Indes lui procure. La propriété, appelée communément « maison aux Oiseaux » par le voisinage, passe ensuite à son fils, prénommé Alexandre (1791), puis — en pleine période de Terreur de la Révolution française — à l'architecte Varin (août 1793), et au sujet américain William Constable (février 1794). Le mois suivant, elle devient maison d'arrêt († 1803).

### La prison ou maison des Oiseaux (1794)
Une prison est établie de mars à novembre 1794 dans la maison des Oiseaux. Jules Michelet écrit qu'il s'agit d'« une des prisons agréables de Paris, dont le séjour était une assurance contre la guillotine ». Pendant plus de six mois, sur 160 personnes qui y étaient enfermées, deux seulement avaient été exécutées. Cette prison était très recherchée et regorgeait de suspects riches ; on les y écrouait par faveur et moyennant finances ; les prix étaient d’ailleurs exorbitants. La section en tirait de jolis profits. Le comité choyait, gardait son petit troupeau, faisait le silence autour des incarcérés et cachait leurs noms aux oreilles indiscrètes.
Pendant longtemps, l’accusateur public Fouquier-Tinville chercha la princesse de Chimay[Laquelle ?] dans toutes les geôles. Un beau jour, par inadvertance, le commis-greffier Ducret, en parlant du beau domaine de la princesse, à Issy (devenu Issy-les-Moulineaux), laissa échapper que la propriétaire était encagée aux Oiseaux. « Aux Oiseaux, s’écria Fouquier, assis dans un coin, et dire que je la cherche depuis trois mois ! ».

### Pensionnat de jeunes filles
Marie-Thérèse-Félicité Binart, en religion « mère Marie-Euphrasie » chanoinesse de la congrégation de Notre-Dame, fonde à Paris un pensionnat installé faubourg Saint-Jacques en 1807. Il déménage rue des Bernardins en 1812, puis en 1818 mère Marie-Euphrasie loue l'« hôtel des Oiseaux » de la rue de Sèvres. À cette occasion, mère Marie-Euphrasie reprend en les adaptant les règlements des sœurs du Sacré-Cœur utilisés dans leur pensionnat d'Amiens.
Vendu par le bureau du Domaine national de Paris, le domaine est acquis par la Congrégation de Notre-Dame le 14 avril 1824.
L'architecte Jean-Baptiste-Antoine Lassus y réalise un vestibule d'accès en forme de galerie de cloître de style néogothique.
À la veille de la révolution de 1848, l'établissement compte 240 pensionnaires, encadrées par 118 religieuses et seize professeurs étrangers. Le prix de la pension est alors de 1800 francs par an, mais les sœurs donnent aussi une instruction gratuite aux enfants pauvres dans un bâtiment séparé. Les pensionnaires disposent de cent pianos.
En 1854, pour faire face à une hausse des effectifs, les deux classes comprenant les enfants les plus jeunes sont transférées à Issy, dans un établissement nommé alors « Les Oiseaux d'Issy ».
Le pensionnat de la rue de Sèvres ferme à la suite de la loi du 7 juillet 1904 relative à la suppression de l'enseignement congréganiste. La dernière supérieure, Mère Cœur-de-Jésus (Henriette Bourbon), s'exile en Angleterre dans le Kent. Finalement, elle acceptera la sécularisation et continuera son activité d'éducatrice à Orbec (Calvados). Elle y mourra en février 1917.

### L'académie Matisse
Durant les années 1908 et 1909, Henri Matisse y dirige une école d'art, où l'on compte de nombreuses jeunes femmes, bientôt appelée l'« Académie Matisse ». Elle est fondée avec l'aide de Michael et Sarah Stein et, grâce aux efforts d'Hans Purrmann, qui en devient le premier responsable. L'Académie doit ensuite migrer à l'hôtel de Biron (où Rodin à son atelier de présentation) pour finir à Issy-les-Moulineaux : elle ferme ses portes en 1911.
Les bâtiments de la rue de Sèvres sont rasés à la fin de l'année 1909 et remplacés par un lotissement haussmannien (rue de Sèvres, boulevard des Invalides, avenues Daniel-Lesueur et Constant Coquelin).

## Le couvent des Oiseaux en arts
L'opérette Mam'zelle Nitouche, créée en 1883, met en scène un couvent des Hirondelles qui s'inspire du couvent des Oiseaux.
Romain Gary y fait référence dans son ouvrage Les Cerfs-volants.

## Autres lieux
Un externat secondaire ouvre par la suite[Quand ?] rue de Ponthieu en conservant le nom de « Couvent des Oiseaux ». Françoise Sagan y fait une partie de sa scolarité, Marie-Madeleine Fourcade également. L'établissement déménage rue Michel-Ange en 1960, où il est connu aujourd'hui sous le nom de « collège privé Notre-Dame-des-Oiseaux ».
Une autre pensionnat ouvrit en 1929 dans une propriété de Verneuil-sur-Seine. Il est connu aujourd'hui sous le nom d'Ensemble scolaire Notre-Dame « Les Oiseaux ».